# 683 Lanzia
683 Lanzia eller 1909 HC är en asteroid i huvudbältet, som upptäcktes 23 juli 1909 av den tyske astronomen Max Wolf i Heidelberg. Den har fått sitt namn efter tysken Heinrich Lanz.
Asteroiden har en diameter på ungefär 83 kilometer.